# Miączyn (województwo mazowieckie)
Miączyn – wieś sołecka w Polsce położona w województwie mazowieckim, w powiecie płońskim, w gminie Czerwińsk nad Wisłą.
W latach 1975–1998 miejscowość administracyjnie należała do województwa płockiego.

## Historia miejscowości
Z Miączyna wywodzi się znany ród szlachecki Miączyńskich, którego założycielem był Maciej z Miączyna (ok. 1360—1424). Ród w XV wieku znacznie się rozrósł, a majątek Miączyn został rozczłonkowany m.in. Miączyn Duży, Miączyn Mały.